# 布拉尼什泰亞鄉 (加拉茨縣)
45°26′13″N 27°50′24″E / 45.43694°N 27.84000°E
布拉尼什泰亞鄉（羅馬尼亞語：Comuna Braniștea, Galați），是羅馬尼亞的鄉份，位於該國東部，由加拉茨縣負責管轄，面積53平方公里，海拔高度11米，2007年人口4,125，人口密度每平方公里78人。